# Marcel Eckardt
Marcel Eckardt (Gera, 27 de octubre de 1989) es un árbitro de snooker alemán. Supervisa partidos del World Snooker Tour.

## Biografía
Nació en la ciudad alemana de Gera en 1989. Es árbitro de snooker desde 2008. Ha sido el colegiado de once finales de torneos de ranking, entre los que se cuentan el Campeonato del Reino Unido de 2018 y el Campeonato Mundial de Snooker de 2020.